# Jirji Zaydan
Jirji Zaydan (arabiska جرجي زيدان, även transkriberat Jurji, Ǧurǧī, George m.m.), född 1861, död 1914, var en libanesisk författare, bosatt i Egypten. Han grundade 1892 och redigerade därefter den stora kulturtidskriften al-Hilal ("Halvmånen"), och gav ut den första omfattande arabiska litteraturhistorien (fyra band, 1911-1914) och kulturhistorien (fem band 1902-1906). Han skrev också en cykel på 27 romaner med teman från arabisk och islamsk historia.